# Niccolò Zucchi

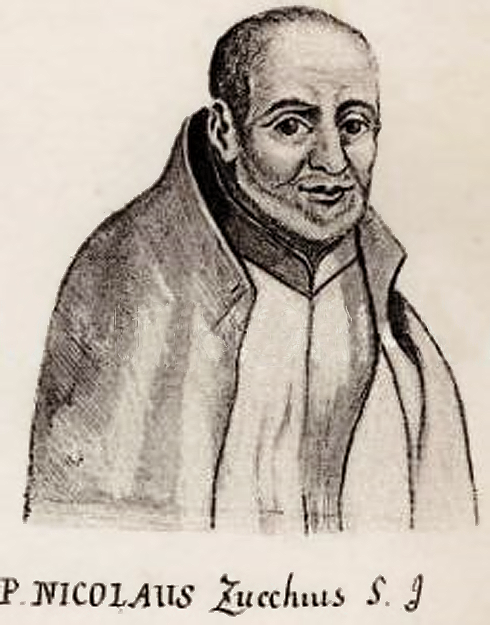
Niccolò Zucchi

Niccolò Zucchi (Parma, 6 december 1586 - Rome, 21 mei 1670) was een Italiaans astronoom.
Omstreeks 1616 ontwierp hij een van de eerste spiegeltelescopen, eerder dan James Gregory en Isaac Newton. Hij was wiskundeleraar aan het jezuïtisch Collegio Romano en had belangstelling voor de astronomie gekregen na een ontmoeting met Johannes Kepler. Met een refractortelescoop ontdekte hij in 1630 de gordels van Jupiter.
- Bibliothèque nationale de France: cb10077816w (data)
- Gemeinsame Normdatei: 13179261X
- International Standard Name Identifier: 0000 0000 9304 9647
- Library of Congress Control Number: no00079882
- Nationale Bibliotheek van Tsjechië: ola2008487902
- Nederlandse Thesaurus van Auteursnamen: 069925054
- Istituto Centrale per il Catalogo Unico: BRIV007346
- Système universitaire de documentation: 075887932
- Virtual International Authority File: 22130716
- WorldCat: E39PBJfmtt4y3WVGf4XdWXg7pP